# Bjurholm
Bjurholm ist ein Ort (Tätort) in der schwedischen Provinz Västerbottens län und der historischen Provinz Ångermanland. Bjurholm ist Hauptort der gleichnamigen Gemeinde.
Der Ort liegt am riksveg 92 und sechzig Kilometer nordwestlich von Umeå am Öreälven. Die nächstliegende Stadt ist Vännäs in dreißig Kilometern Entfernung. Hier besteht auch Bahnanschluss.

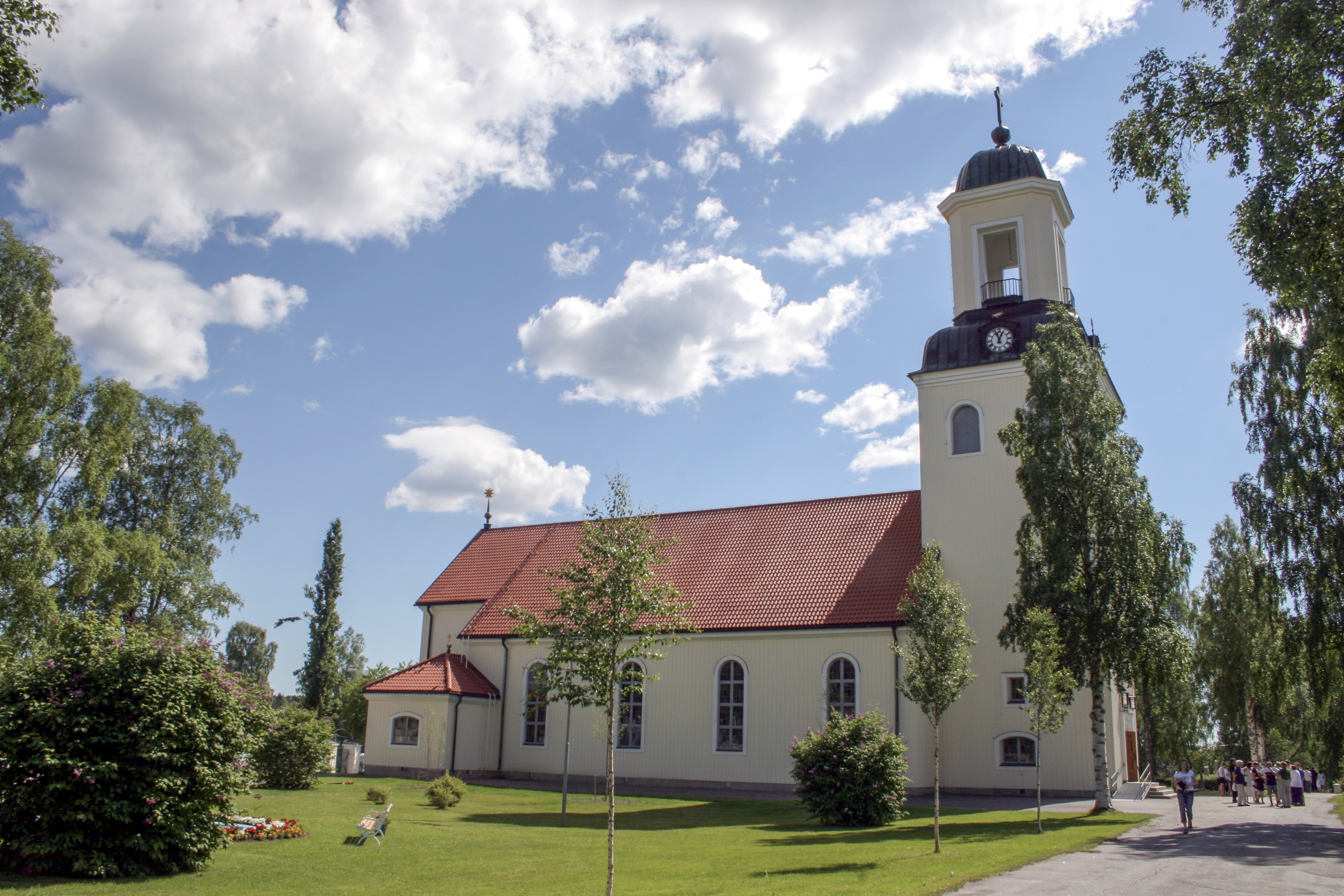
Kirche von Bjurholm
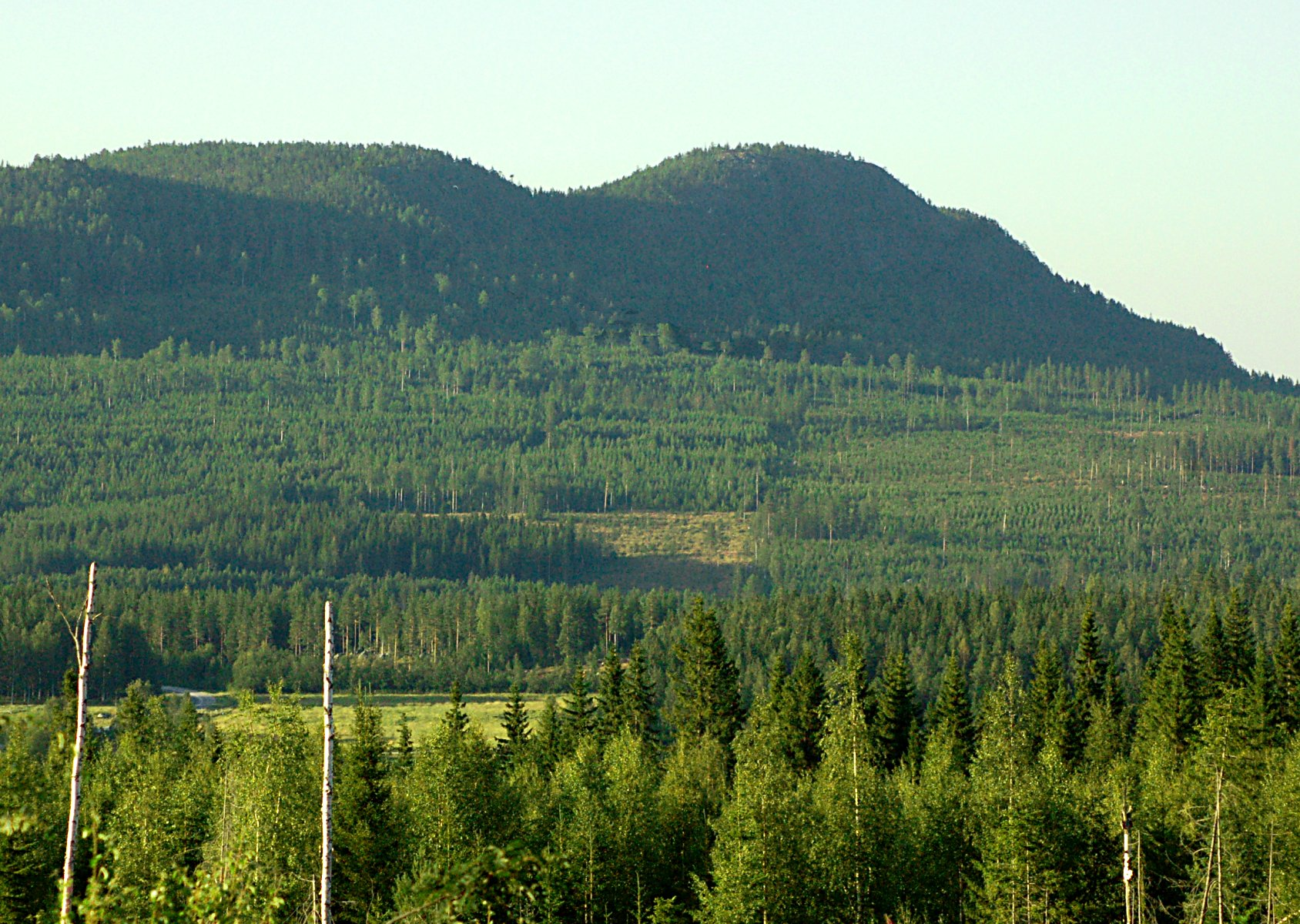
Balberget
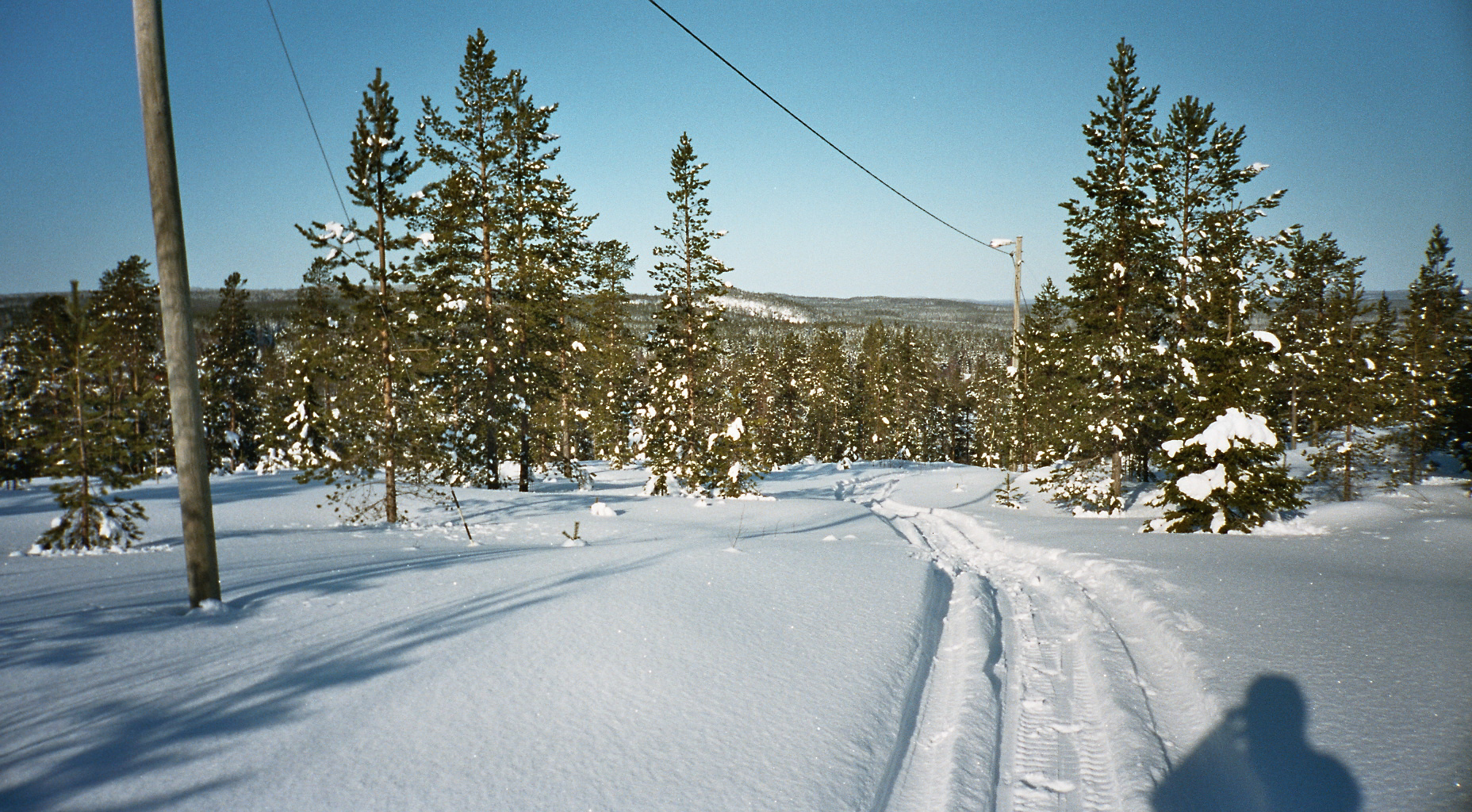
Vivattnet